# الحي اللاتيني (رواية)
الحي اللاتيني رواية للكاتب اللبناني سهيل ادريس. وهي ضمن أفضل مائة رواية عربية. ويمكن إدراج هذه الرواية ضمن الرواية الحضارية التي تصور العلاقة الجدلية بين الشرق والغرب وبين الشمال والجنوب، أي أن الرواية الحضارية هي التي تصور العلاقة بين الأنا والآخر أو اللقاء الحضاري بين الشرق بعاداته ودياناته ومعطياته الروحية وبين الغرب بمعطياته المادية والعلمية والتكنولوجية. وقد تكون هذه العلاقة بين الأنا والآخر علاقة إيجابية قائمة على التواصل والتعايش والحوار والتكامل والأخوة والاحترام، وقد تكون العلاقة مبنية على الصراع الجدلي والعدوان والكراهية والصدام. والحي اللاتيني رواية من هذه الروايات الحضارية التي تعقد مقارنة حضارية بين الشرق والغرب، كما يمكن اعتبارها كذلك سيرة ذاتية للمؤلف الدكتور سهيل إدريس لتطابق أحداث الرواية مع سيرة الكاتب من الناحية العلمية والاجتماعية والهوية الثقافية والأدبية...ويمكن اعتبارها سيرة ذهنية على غرار سيرة عبد الله العروي أوراق والأيام لطه حسين وحياتي لأحمد أمين... مادامت تركز على المعطى العلمي والثقافي وما حصله البطل من شواهد علمية وما قرأه من كتب وما قام به من علاقات غرامية وثقافية وإنسانية. وليست هذه الرواية هي الرواية الحضارية الوحيدة بل هناك روايات أخرى ظهرت منذ القرن التاسع عشر مع صدمة الاستعمار وطرح المفكرين والمبدعين لذلك السؤال الحضاري الجوهري الكبير: لماذا تقدم الغرب وتأخر الشرق؟

## عنوان الرواية
إن عنوان الرواية هو الحي اللاتيني، وهو عنوان كلاسيكي صيغ في تركيب وصفي اسمي، خبره المتن الروائي ككل. ويشير العنوان إلى المكون المكاني الذي تجري فيه الأحداث الرئيسة في الرواية. والحي اللاتيني هو بمثابة حي جامعي  للطلبة الذين يأتون إلى فرنسا من كل أصقاع العالم لطلب العلم ومتابعة الدراسات العليا الجامعية قصد تحضير شهادة الليسانس أو الدكتوراه، ويحاذي هذا الفضاء العلمي جامعة السوربون بباريس. كما أن هذا المكان يأوي الطلبة المغتربين بفنادقه ومطاعمه ويتحول إلى أندية للنقاش السياسي والاجتماعي والفكري أو ملتقى إنساني وحضاري متنوع لتعدد مشارب الطلبة على المستوى اللغوي والعقائدي، وفضاء رومانسي وغرامي يؤثث العلاقات بين الجنسين، كما يشكل صورة واضحة للعلاقة بين الشرق والغرب.

## القصة
تصور هذه الرواية العلاقة بين الشرق والغرب من خلال المرأة باعتبارها هي المحك الأساسي لهذه العلاقة والرمز الإنساني الذي سيحكم على هذا التواصل الحضاري بين الأنا والآخر. فبطل الحي اللاتيني هو الأنا أو الشرق، وجانين مونترو هي بمثابة رمز للآخر أو الغرب. إذا، كيف ستكون طبيعة العلاقة بين هاتين الشخصيتين الرئيسيتين في الرواية؟ هل ستكون علاقة إيجابية أم سلبية؟ وما أساس هذه العلاقة ومنظورها الفلسفي.

## النقاد
هناك عدة دراسات قاربت رواية الحي اللاتيني، فهناك من اكتفى بتلخيص الرواية كما فعلت خالدة سعيد في كتابها حركية الإبداع ص13، وهناك من قاربها من الناحية الفنية كالدكتور الأردني إبراهيم السعافين«تطور الرواية العربية الحديثة في بلاد الشام»، وهناك من حاكمها أخلاقيا مثل: عيسى الناعوري ورضوان الشهال اللذين أدانا البطل ووصفاه «بأنه سفيه خسيس ارتكب عملا لا أخلاقيا بتخليه عن الفتاة التي أنجبت منه، وخرجا من ذلك بأن المؤلف، مثل بطله، سفيه خسيس»14. ونجد إلى جانب ذلك دراسات تقريضية أشادت بهذه الرواية وأبانت روعتها الفنية والجمالية مثل: نجيب محفوظ وميخائيل نعيمة ويوسف الشاروني وأحمد كمال زكي وشاكر مصطفى وعبد الله عبد الدائم 

## النشر
لقد تم طبع هذه الرواية في دار الآداب البيروتية التي تنشر مجلة الآداب المعروفة التي كانت وإلى الآن منبر للحداثة والتجديد والريادة، وهذه الدار سهرت على طبع الكثير من الأعمال الإبداعية التي سوقتها عربيا وعالميا وحققت نجاحا كبيرا.
ومن يتأمل هذه الرواية يجد أنها وصلت إلى أكثر من الطبعة الحادية عشرة، وهذا يعني أن لها رواجا كبيرا حيث طبع منها آلافا وآلافا من النسخ «أكثر من 700,000نسخة»، وهذا إن دل على شيء فإنما يدل على مدى جودة هذه الرواية وشهرتها في العالم العربي، وبسبب ما خصص لها من إشهار إعلامي ودراسي.